# Missions diplomàtiques de l'Azerbaidjan

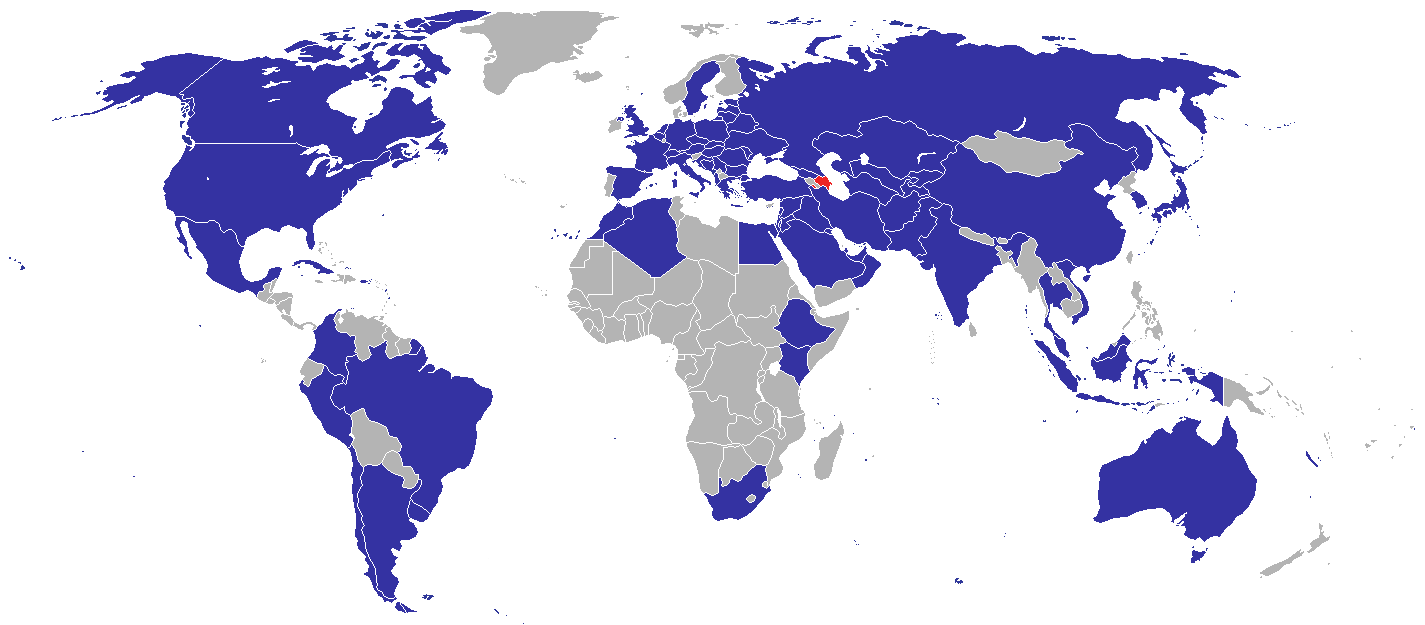
Missions diplomàtiques de l'Azerbaidjan.

Les missions diplomàtiques o relacions internacionals de l'Azerbaidjan són les delegacions oficials i permanents d'aquest país d'Europa en altres estats del món. La següent és una llista de les ambaixades i dels consolats de l'Azerbaidjan a l'estranger:

## Europa
- Alemanya
  - Berlín (Ambaixada)
- Àustria
  - Viena (Ambaixada)
- Bèlgica
  - Brussel·les (Ambaixada)
- Belarús
  - Minsk (Ambaixada)
- Bòsnia i Hercegovina
  - Sarajevo (Ambaixada)
- Bulgària
  - Sofia (Ambaixada)
- Croàcia
  - Zagreb (Ambaixada)
- Espanya
  - Madrid (Ambaixada)
- França
  - París (Ambaixada)
- Geòrgia
  - Tbilisi (Ambaixada)
- Grècia
  - Atenes (Ambaixada)
- Hongria
  - Budapest (Ambaixada)
- Itàlia
  - Roma (Ambaixada)
- Letònia
  - Riga (Ambaixada)
- Lituània
  - Vílnius (Ambaixada)
- Moldàvia
  - Chisinau (Ambaixada)
- Montenegro
  - Podgorica (Ambaixada)
- Països Baixos
  - La Haia (Ambaixada)
- Polònia
  - Varsòvia (Ambaixada)
- Regne Unit
  - Londres (Ambaixada)
- Txèquia
  - Praga (Ambaixada)
- Romania
  - Bucarest (Ambaixada)
- Rússia

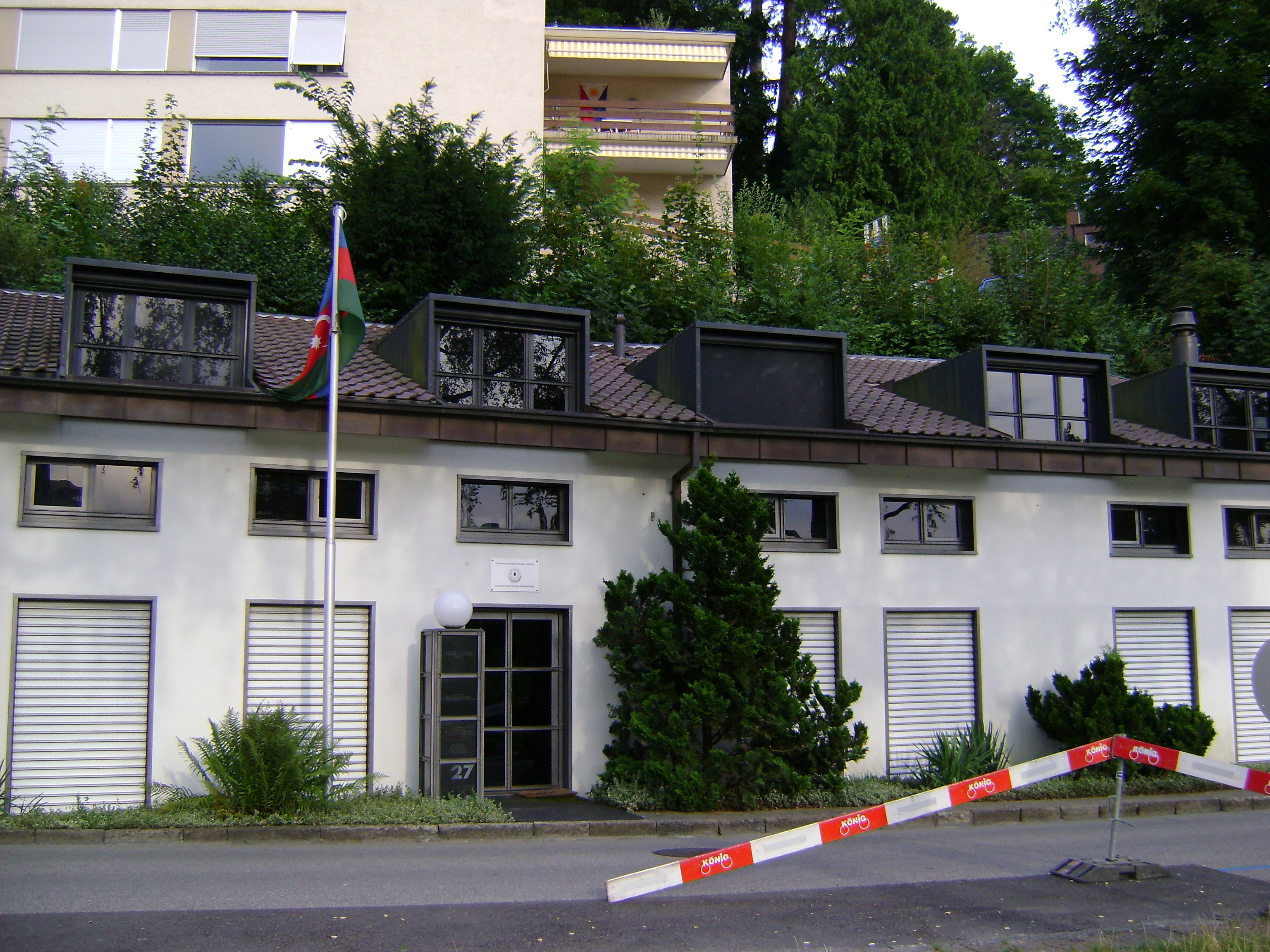
Ambaixada de l'Azerbaidjan a Berna.

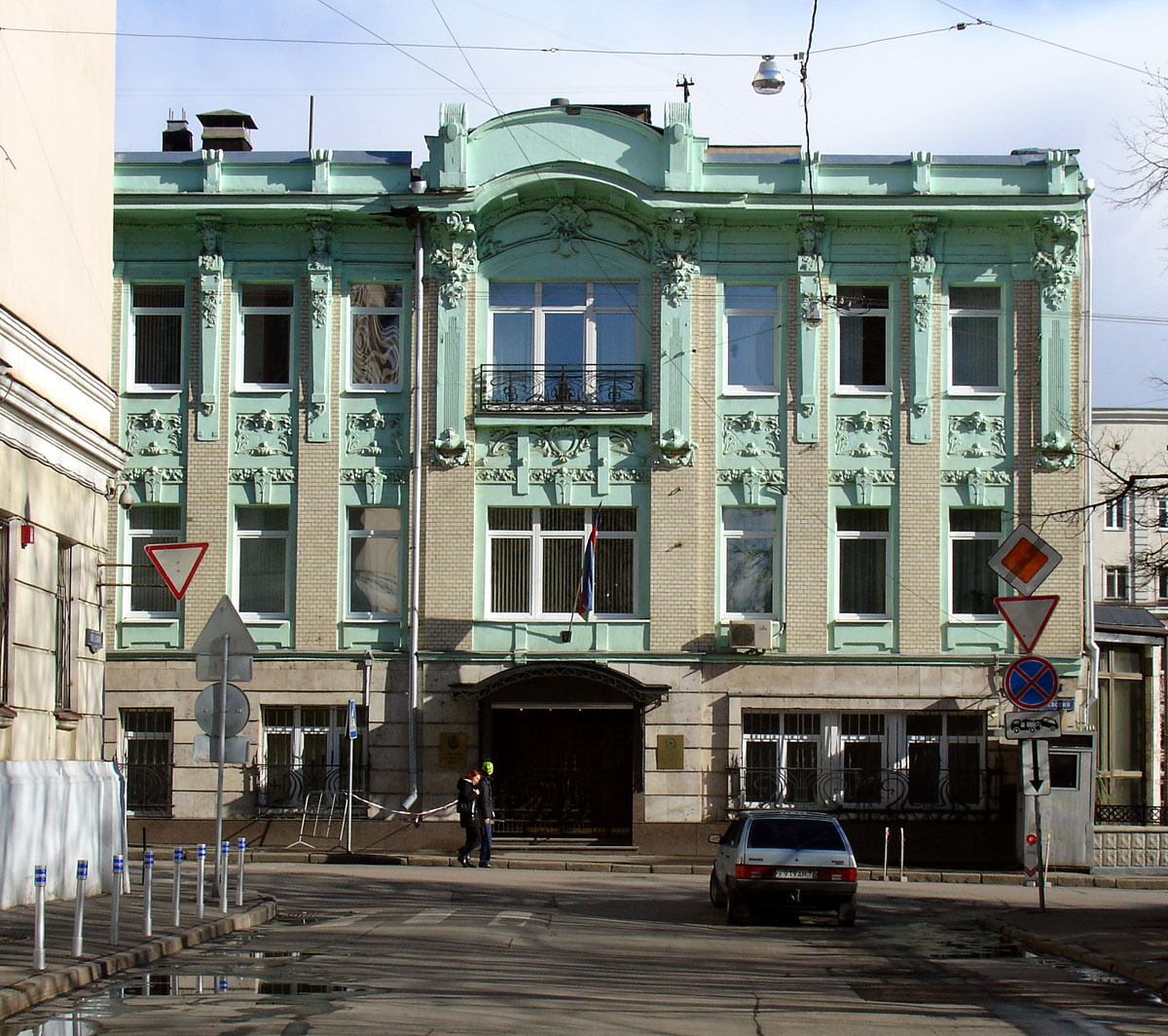
Ambaixada de l'Azerbaidjan a Rússia

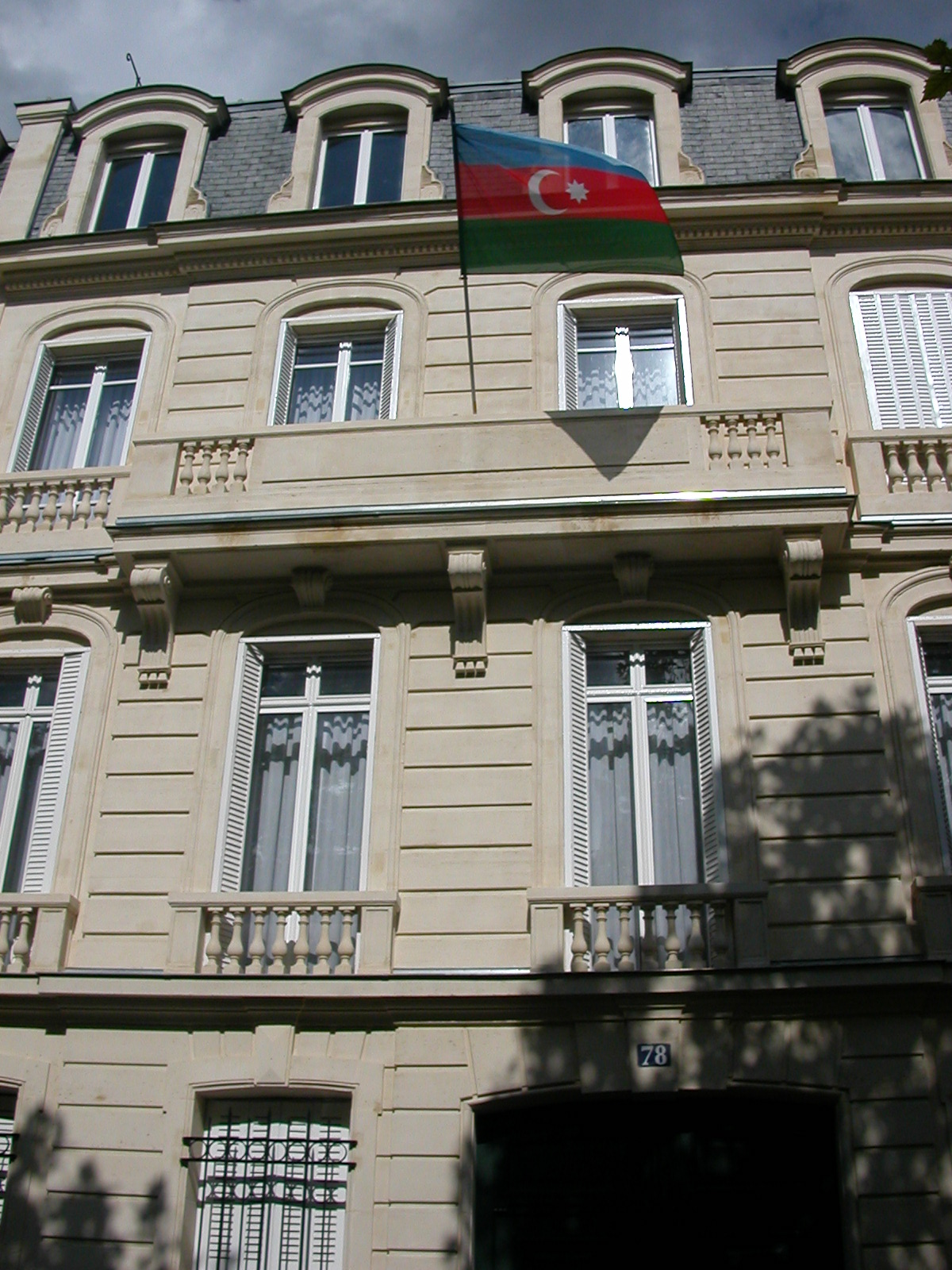
Ambaixada de l'Azerbaidjan a París.

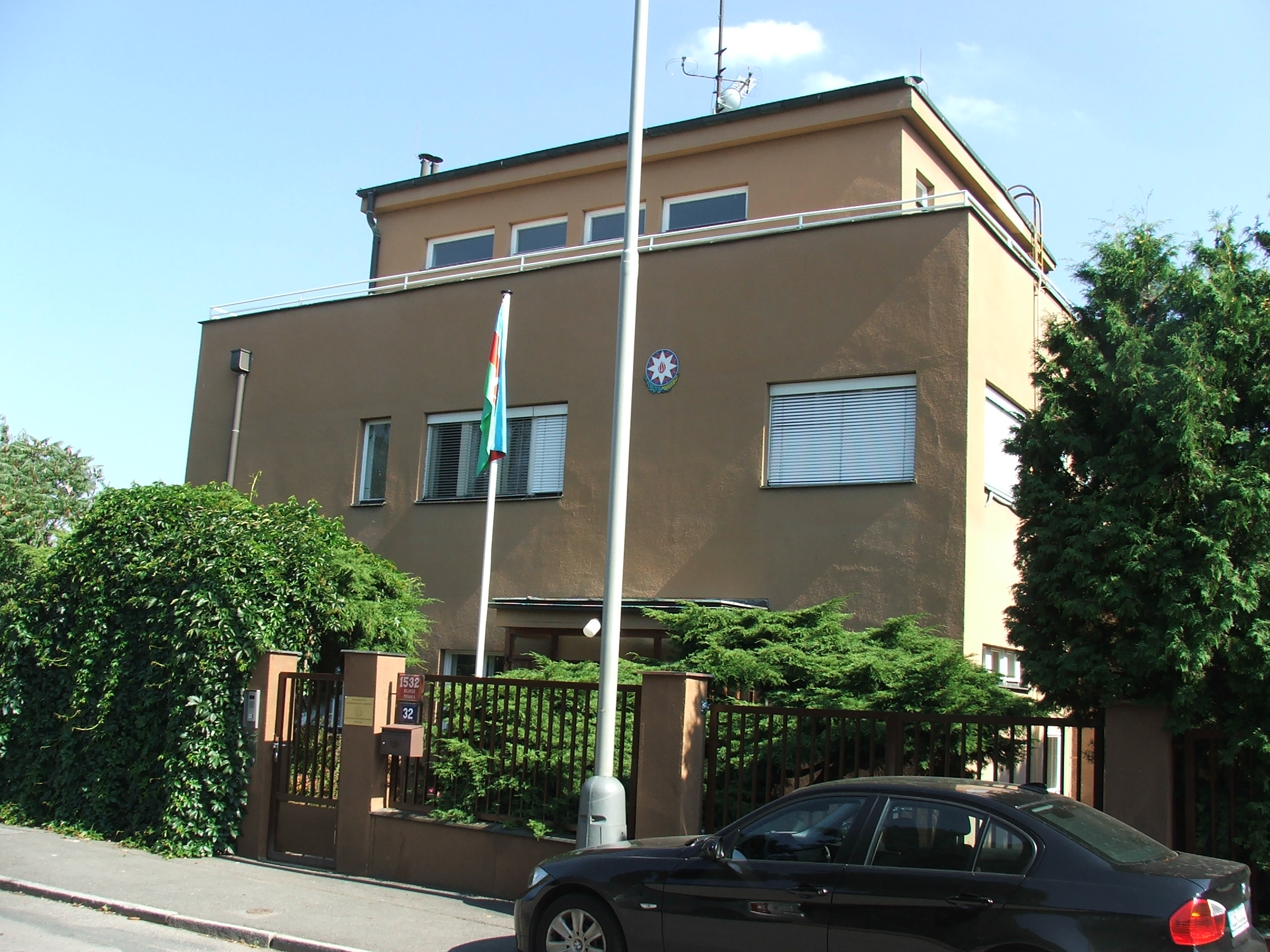
Ambaixada de l'Azerbaidjan a Praga.

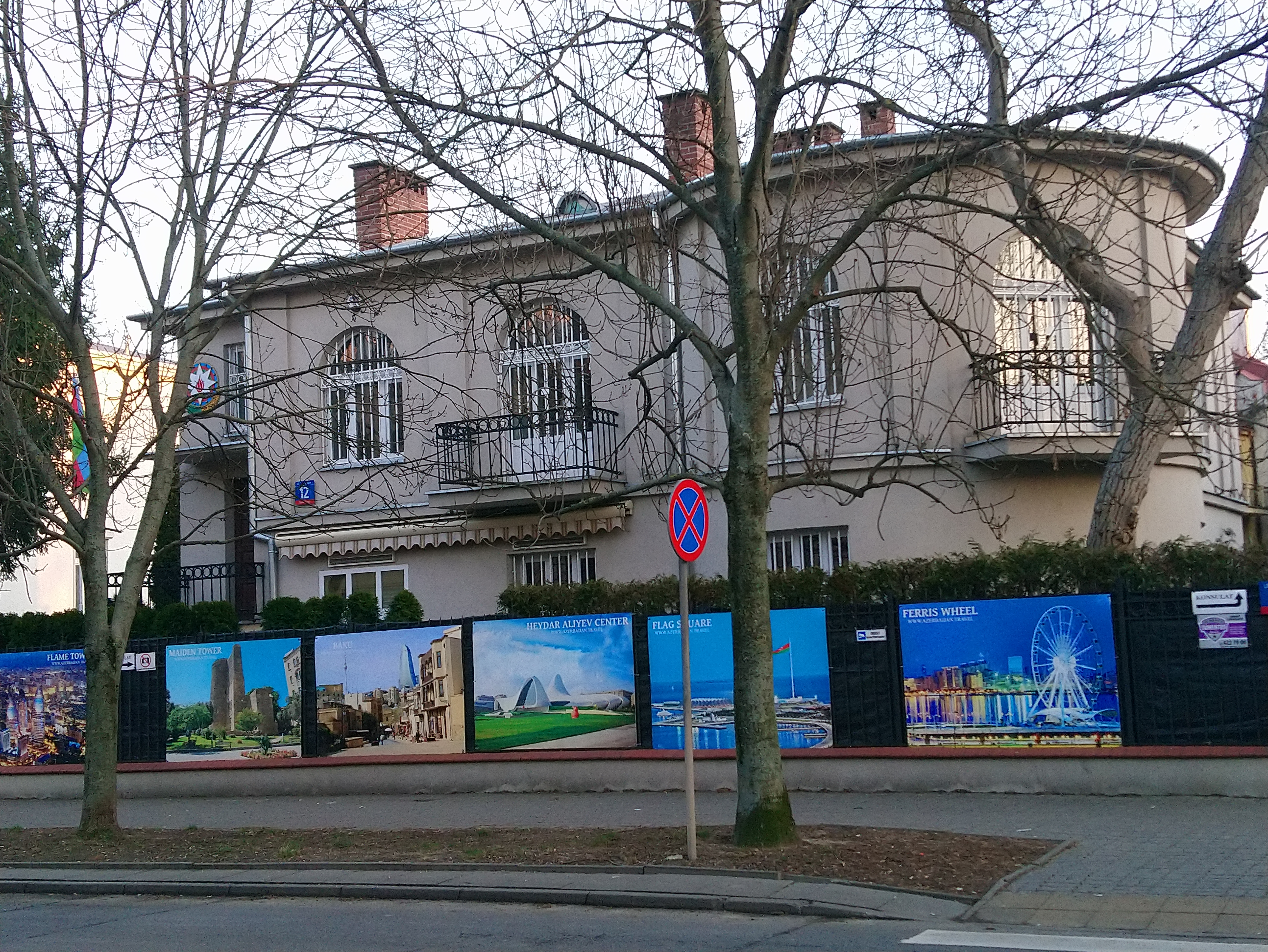
Ambaixada de l'Azerbaidjan a Varsòvia.

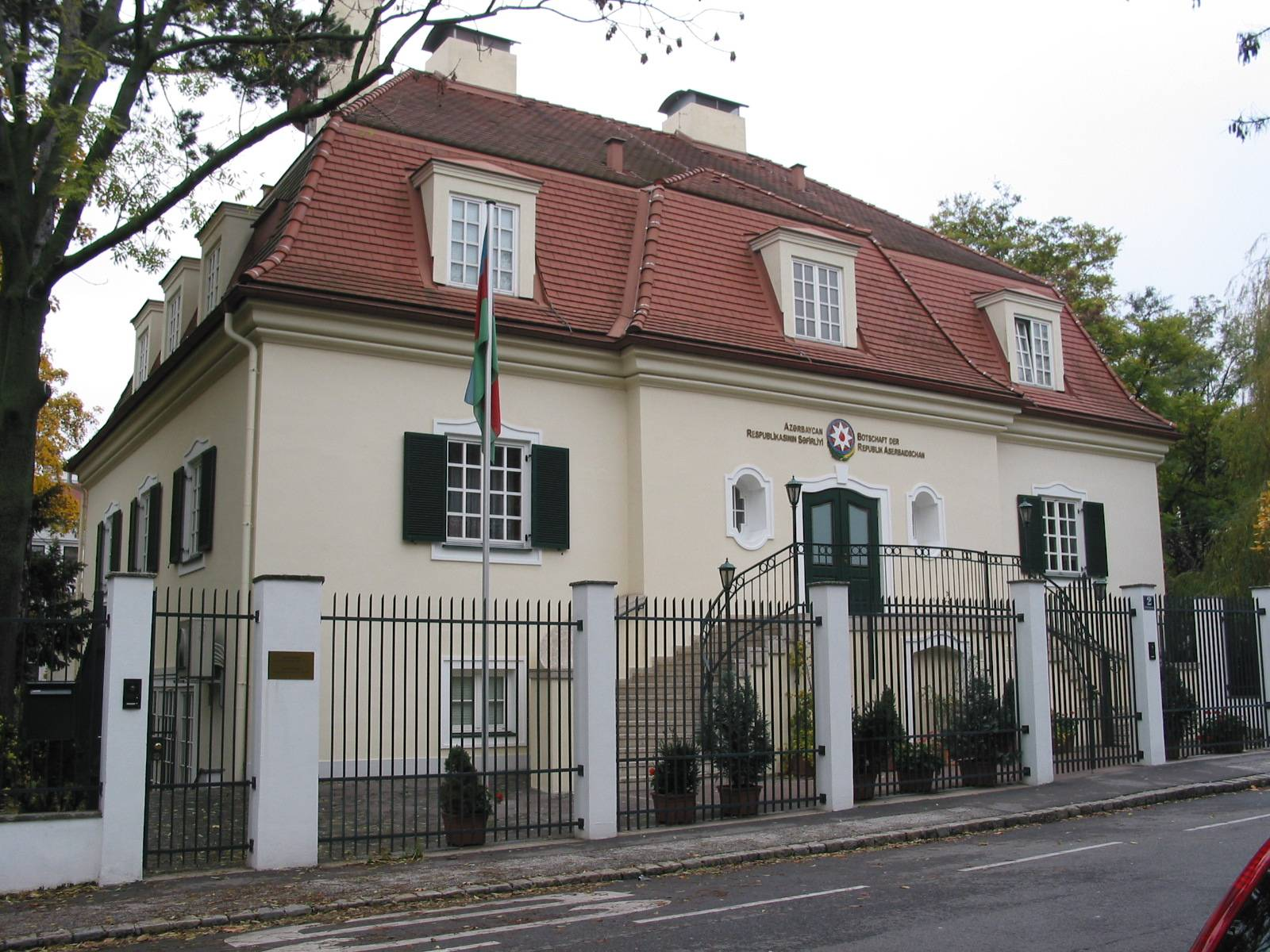
Ambaixada de l'Azerbaidjan a Viena.

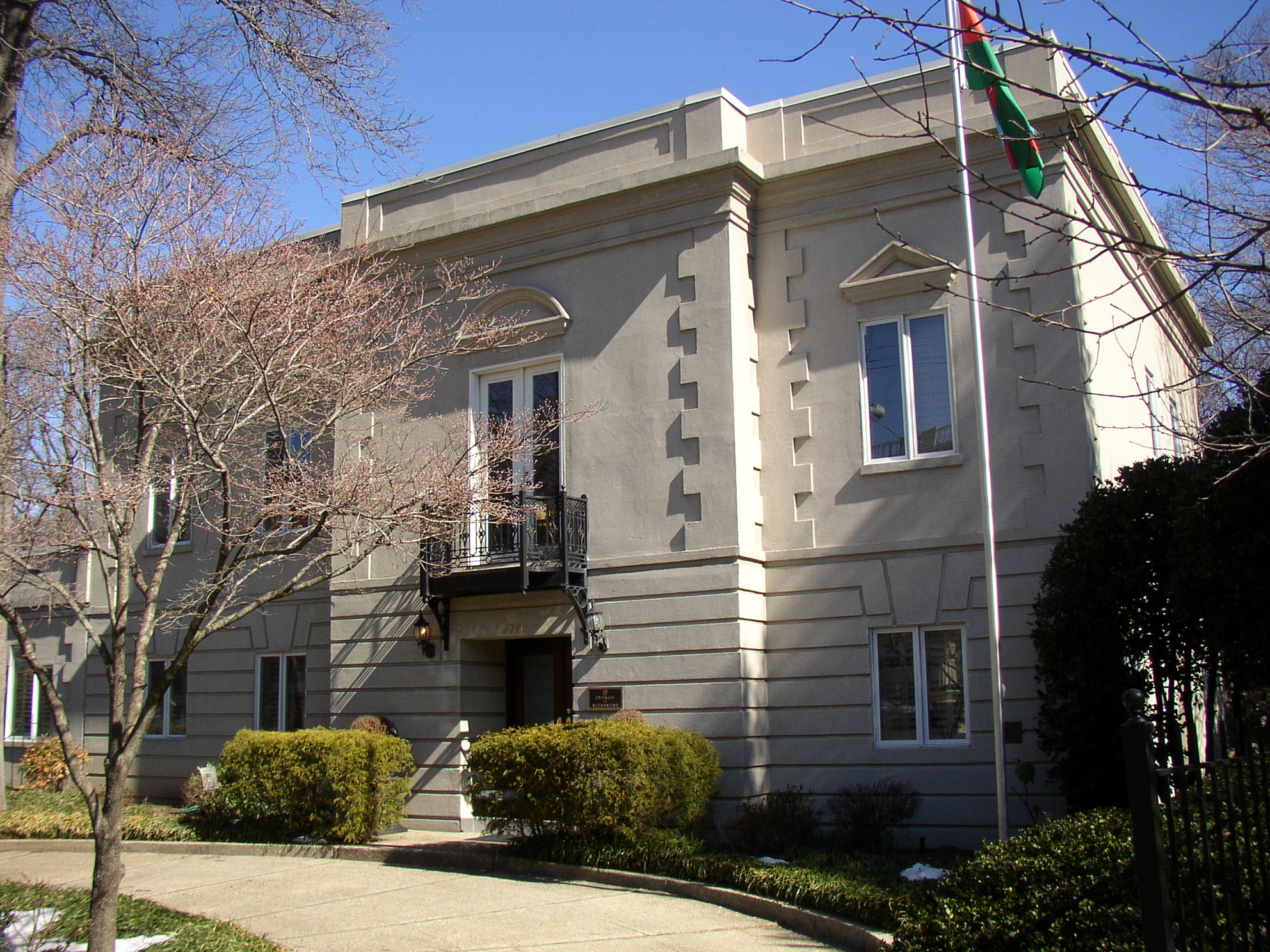
Ambaixada de l'Azerbaidjan a Washington DC.

  - Ambaixada de l'Azerbaidjan a Rússia (Moscou); Sant Petersburg (Consolat-General)
- Sèrbia
  - Belgrad (Ambaixada)
- Suïssa
  - Berna (Ambaixada)
- Ucraïna
  - Kíev (Ambaixada)

## Amèrica
- Argentina Buenos Aires (Ambaixada)
- Brasil Brasília (Ambaixada)
- Canadà Ottawa (Ambaixada)
- Cuba L'Havana (Ambaixada)
- Estats Units Washington DC (Ambaixada); Los Angeles (Consolat-General)
- Mèxic Ciutat de Mèxic (Ambaixada)
- Xile Santiago de Xile (Ambaixada)

## Àfrica
- Egipte El Caire (Ambaixada)
- Líbia Trípoli (Ambaixada)
- Marroc Rabat (Ambaixada)
- Sud-àfrica Pretòria (Ambaixada)

## Àsia
- Aràbia Saudita Riad (Ambaixada)
- Qatar Doha (Ambaixada)
- R.P. de la Xina Pequín (Ambaixada)
- Corea del Sud Seül (Ambaixada)
- Emirats Àrabs Units Abu Dhabi (Ambaixada)
- Índia Nova Delhi (Ambaixada)
- Indonèsia Jakarta (Ambaixada)
- Iran Teheran (Ambaixada); Tabriz (Consolat-General)
- Japó Tòquio (Ambaixada)
- Jordània Amman (Ambaixada)
- Kazakhstan Astanà (Ambaixada)
- Kirguizstan Bixkek (Ambaixada)
- Kuwait  Ciutat de Kuwait (Ambaixada)
- Malàisia Kuala Lumpur (Ambaixada)
- Pakistan Islamabad (Ambaixada)
- Síria Damasc (Ambaixada)
- Tadjikistan Duixanbe (Ambaixada)
- Turkmenistan Aşgabat (Ambaixada)
- Turquia Ankara (Ambaixada); Istanbul (Consolat-General); Kars (Consolat-General)
- Uzbekistan Taixkent (Ambaixada)

## Organitzacions multilaterals
- Brussel·les (Missió Permanent de l'Azerbaidjan davant la Unió Europea i l'OTAN)
- Ginebra (Missió Permanent de l'Azerbaidjan davant les Nacions Unides i altres organitzacions internacionals)
- Minsk (Missió Permanent de l'Azerbaidjan davant la Comunitat d'Estats Independents)
- Nova York (Missió Permanent de l'Azerbaidjan davant les Nacions Unides)
- París (Missió Permanent de l'Azerbaidjan davant UNESCO)
- Roma (Missió Permanent de l'Azerbaidjan davant l'Organització de les Nacions Unides per a l'Agricultura i l'Alimentació)